# Gualdo Tadino
Gualdo Tadino település Olaszországban, Umbria régióban, Perugia megyében. Lakosainak száma 14 281 fő (2023. január 1.). Gualdo Tadino Fossato di Vico, Gubbio, Valfabbrica, Fabriano, Assisi és Nocera Umbra községekkel határos.

## Népesség
A település lakossága az elmúlt években az alábbi módon változott:
| Lakosok száma | 15 367 | 15 018 | 14 281 |
|               | 2014   | 2018   | 2023   |

## Gazdaság

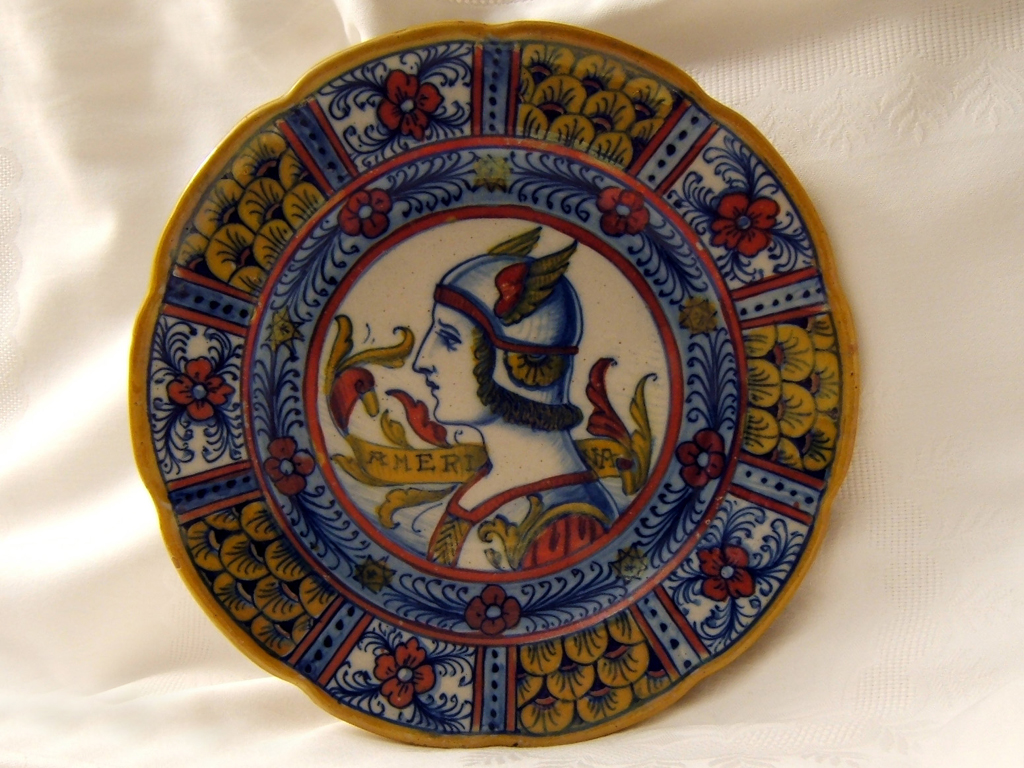
Helyi gyártású kerámia

Gualdo Tadino híres a kerámiatermékeiről. Ez a régi kézművesipar a város gazdasági és művészeti életét fémjelzi. Hozzá kapcsolódik a nemzetközi kerámiaverseny, amelyen minden évben több mint húsz ország több mint száz műtárggyal mutatja be az ágazat legújabb kutatási eredményeit.
A legfontosabb helyi kerámiagyár, a Tagina S.p.A (Rt.) 300-nál több alkalmazottat foglalkoztat.
Ezen kívül működik itt egy ásványvízpalackozó üzem, a Rocchetta S.p.A. tulajdonában, amely a monte Serrasanta azonos nevű forrásaira települt. A gualdói víz kereskedelmi forgalmazása és a vele kapcsolatos gazdasági-társadalmi problémák évek óta nagy feszültséget hordoznak a lakosság, az önkormányzat és a magánvállalkozások között. A Rocchetta tevékenysége és a 3000 lakos ivóvizét adó Rio Fergia folyó kiszáradása közti összefüggés gyakran országos jelképe a vízkincs felelőtlen kiaknázásának.